# Football Against Racism in Europe
Football Against Racism in Europe (abrégé en FARE qui sonne comme fair en anglais - le football contre le racisme en Europe) est une organisation non gouvernementale qui lutte contre le racisme et les discriminations au sein du football, en Europe.
À l’initiative de groupes de supporters de différentes régions d’Europe, une conférence à laquelle ont participé des clubs de football et des syndicats de joueurs, s’est tenue à Vienne en février 1999, dans le but de mettre au point une stratégie et une politique communes de lutte contre le racisme et la xénophobie. Cette conférence a permis la création du réseau FARE (Football Against Racism in Europe), qui regroupe des organisations de 13 pays européens, ainsi que l’élaboration d’un plan d'action.
FARE s’est donné pour but de lutter dans toute l’Europe contre le racisme et la xénophobie dans le football. En coordonnant ses actions et en mettant ses efforts en commun au niveau local et national, elle souhaite rassembler tous ceux qui veulent mettre fin à la discrimination dans le football.
Elle a obtenu le prix Jean-Kahn en 2003.

## Histoire du réseau
- 1997 : plusieurs projets sur le thème du football sont sponsorisés par la commission européenne dans le cadre de l'année européenne contre le racisme.
- Février 1999 : création du réseau FARE et lancement d'un plan d'action à Vienne
- Juin 2000 : lancement officiel de FARE au Parlement européen à Bruxelles, juste avant l'Euro 2000
- Avril 2001 : la première semaine d'action FARE contre le racisme et les discriminations regroupe 9 pays européens et 50 actions.
- Juillet 2001 : des représentants de FARE sont entendus par la FIFA lors d'une conférence contre le racisme à Buenos Aires.
- Août 2001 : l'UEFA récompense FARE en lui attribuant un chèque de charité d'un million de francs suisses. FARE devient partenaire de l'UEFA.
- Septembre 2002 : début d'un projet antidiscrimination d'une durée de 2 ans, cofinancé par la commission européenne.
- Octobre 2002 : l'UEFA apporte son soutien au plan d'action en 10 points de FARE.
- Novembre 2002 : FARE reçoit le "free your mind award" ("libère ton esprit") aux MTV music awards à Barcelone.
- Mars 2003 : La conférence "The Unite Against Racism" ("l'unité contre le racism") accueillie par le FC Chelsea, est coorganisée par l'UEFA, FARE et la FA.
- Octobre 2003 : La 4e semaine d'action FARE voit s'organiser plus de 400 initiatives dans 24 pays.
- Juin 2004 : FARE lance le programme "football unites" ("le football rassemble") lors de l'Euro au Portugal.
- Avril 2005 : conférence du réseau FARE à Bratislava.
- Novembre 2005 : audition publique de FARE au Parlement européen de Bruxelles.
- Janvier 2006 : FARE lance un programme de lutte contre le racisme en Europe de l'Est, financé par la campagne Stand up Speak up. FARE et la FIFA établissent une alliance stratégique dans la lutte contre les discriminations.
- Février 2006 : la 2e conférence FARE est coorganisée par l'UEFA, FARE et la fédération espagnole de football, et accueillie par le FC Barcelone.
- Mars 2006 : la déclaration européenne sur le fait d'exclure le racisme du football devient une résolution officielle au parlement européen à Strasbourg.
- Juin 2006 : organisation d'un programme FARE lors de la coupe du monde en Allemagne.
- Octobre 2006 : la 7e semaine d'action FARE devient la plus grande campagne antiracisme de tous les temps en Europe, avec plus de 700 initiatives organisées dans 37 pays, et la participation des 32 équipes qualifiées en Ligue des Champions.
- Mai 2007 : la conférence du réseau FARE sur les minorités ethniques et l'égalité est accueillie par la LICRA, la FFF et le PSG à Paris.

## Plan d'action
FARE invite les dirigeants et les institutions à prendre conscience du problème du racisme dans le football, à adopter, publier et promulguer une politique antiraciste, à utiliser pleinement le football pour rassembler des populations issues de différentes communautés et cultures, et à établir un partenariat avec toutes les organisations qui s’engagent pour expulser le racisme hors du football, en particulier avec les groupes de supporters, les immigrés et les minorités ethniques.
De son côté, FARE s'engage à défier toutes formes de comportement raciste dans les stades et à l’intérieur des clubs en faisant entendre notre (nos) voix, à inclure les minorités ethniques et les immigrés au sein de notre organisation et des organisations partenaires, et à collaborer avec toutes les organisations désireuses de s’attaquer au problème du racisme dans le football.

## Campagnes et événements
1. Le tournoi mondiali antirazzisti qui a lieu en Italie en juillet, et rassemble des groupes de supporters et des communautés locales et immigrées. Son but est de célébrer la diversité la culture populaire du supporterisme, avec l'aide des 204 équipes de 5 joueurs présentes.
2. La campagne Stand up Speak up, dont le revenu obtenu grâce à la vente des bracelets était en partie reversé à FARE, a permis de financer une série d'actions en Europe centrale et en Europe de l'est. FARE a pour ambition d'éliminer l'exclusion dont sont victimes les communautés rom en Slovaquie, et de contrer la présence de groupes néo-nazis dans les tribunes polonaises. Dans les Balkans, l'objectif principal est la prévention du nationalisme et de la xénophobie, grâce au travail effectué avec les clubs et les équipes de jeunes.
3. Lors de l'Euro 2008 coorganisé par la Suisse et l'Autriche, le réseau FARE va poursuivre son action qui avait été une réussite lors du précédent opus au Portugal. Son but sera de promouvoir un message anti-raciste et anti-discriminations à l'intérieur comme à l'extérieur des stades. Les supporters et la population locale participeront à des tournois de football de rue, des fanzines seront distribués, et le staff sera entrainé pour savoir réagir en cas d'incident raciste.